# Little Motor Kar Company
Little Motor Kar Company war ein US-amerikanischer Hersteller von Automobilen.

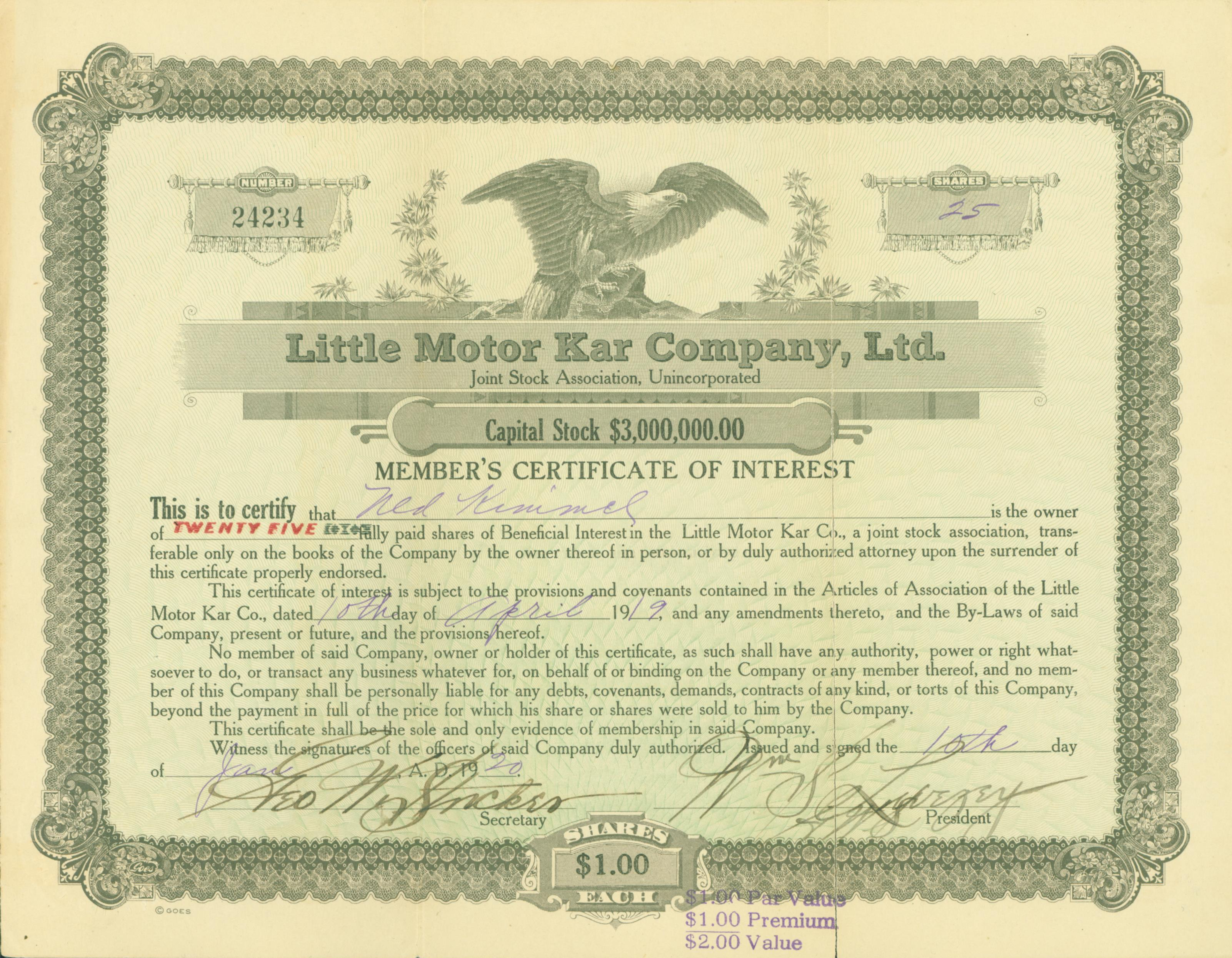
Aktie der Little Motor Kar Company vom 15. Januar 1920

## Unternehmensgeschichte
William S. Livezey gründete 1919 das Unternehmen in Grand Prairie in Texas. Er begann mit der Produktion von Automobilen. Der Markenname lautete Texmobile. Die erste öffentliche Präsentation fand Mitte Oktober 1919 auf der Dallas Fair statt. Im April 1920 wurde Livezey wegen Betrugs verhaftet und später verurteilt. 1921 endete die Produktion. Insgesamt entstanden nur wenige Fahrzeuge. Die Insolvenz folgte.
Es gibt Hinweise darauf, dass im Dezember 1921 einige Personen die Reste des Unternehmens übernahmen, reorganisierten und Nutzfahrzeuge als Little anboten.

## Fahrzeuge
Im Angebot stand nur ein Modell. Es hatte einen Vierzylindermotor mit 22,5 PS Leistung. Das Fahrgestell hatte 277 cm Radstand. Zur Wahl standen Tourenwagen und Roadster. Sie ähnelten den Modellen von der Stutz Motor Car Company of America. Der Neupreis betrug 750 US-Dollar.